# Germain Guibert
Germain Guibert (* 26. November 1897 in Paris; † 27. Januar 1968 in Montsalvy, Département Cantal) war ein französischer Politiker der SFIO. Von 1956 bis 1958 war er Abgeordneter der Nationalversammlung.

## Leben und Werdegang

### Frühes Leben
Guibert wurde zwar in der französischen Hauptstadt Paris geboren, wuchs jedoch in Montsalvy im Département Cantal auf. Er wählte die Berufslaufbahn eines Lehrers, bevor er am 9. Januar 1916 im Rahmen des Ersten Weltkriegs zum Militär einberufen wurde. Für seine Verdienste während der Kampfhandlungen wurde er mit dem Croix de guerre und der Médaille militaire ausgezeichnet. Nach dem Ende des bis 1918 dauernden Krieges erhielt er in der ländlichen Gemeinde Cassaniouze eine Anstellung als Lehrer. Danach unterrichtete er in Calvinet, bis er 1934 in seinem Heimatort Montsalvy eine Stelle als Schulleiter erhielt. Zeitgleich engagierte er sich gewerkschaftlich und war seit 1922 Mitglied der sozialistischen Partei SFIO. Für die Lehrergewerkschaft war er Vorsitzender im Département Cantal.

### Zweiter Weltkrieg
Da seine linke politische Einstellung dem ab 1940 unter Duldung der deutschen Besatzer regierenden Vichy-Regime bekannt war, wurde er wenig später ein Opfer der Repression und im März 1941 zum Umzug ins Département Corrèze gezwungen. Er schloss sich dort der Résistance, die gegen die Besatzung kämpfte, an und besaß den Status eines Kommandanten. In militärischer Hinsicht war er unter anderem an der Befreiung von Belfort beteiligt. Für seine Leistungen im Widerstand wurde ihm die Médaille de la Résistance verliehen.

### Laufbahn in politischen Ämtern
Nach der Befreiung des Landes im Jahr 1944 kehrte er in seinen Beruf als Lehrer zurück und übernahm kurz darauf den Vorsitz der Vereinigung von Kriegsveteranen im Département Cantal. Seine politische Karriere begann am 20. März 1949 mit der Wahl in den Generalrat dieses Départements. Bei den Parlamentswahlen 1951 trat er als Listenzweiter der Sozialisten im Cantal an, verpasste aber den Einzug in die Nationalversammlung. Eine erneute Kandidatur im Januar 1956 führte hingegen zum Erfolg und der damals 58-Jährige schaffte den Sprung ins Pariser Parlament. Er wurde Mitglied in den Kommissionen für Presse, Renten und Landwirtschaft. Im Juni 1958 stimmte er für die Ermächtigung von Charles de Gaulle, die die Gründung der Fünften Republik einleitete. Bei den daraus hervorgehenden Neuwahlen im selben Jahr scheiterte er an einer Wiederwahl. Dem folgten 1959 sowie 1962 erfolglose Kandidaturen für den Senat und ebenfalls 1962 der erfolglose Versuch einer Rückkehr in die Nationalversammlung. Guibert, der Ritter der Ehrenlegion war, starb 1968 im Alter von 70 Jahren.